# Detlef Matthiessen

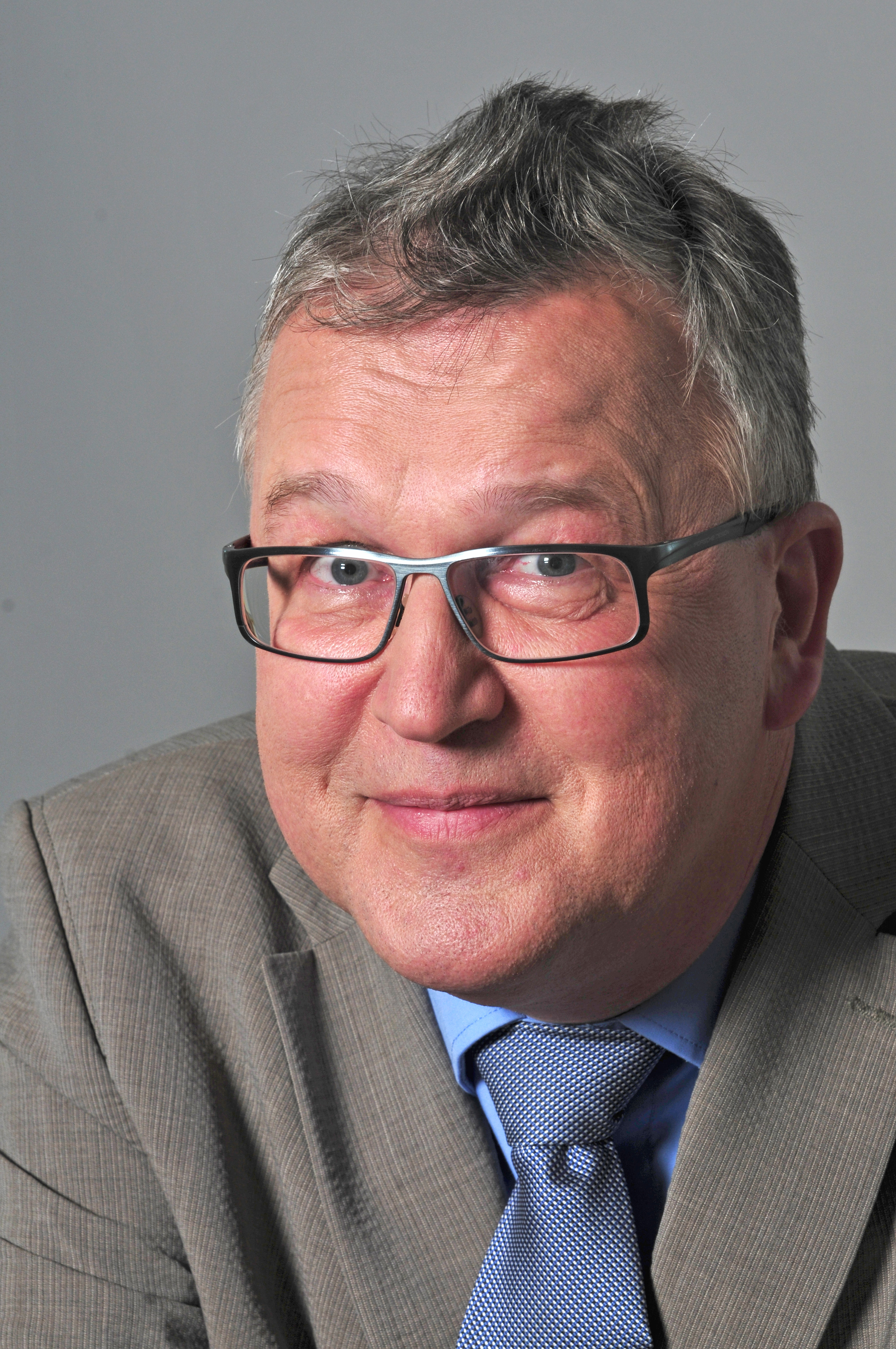
Detlef Matthiessen (2013)

Detlef Matthiessen (* 14. Mai 1954 in Schülp (Dithmarschen)) ist ein deutscher Politiker (Bündnis 90/Die Grünen).

## Leben und Beruf
Nach dem Abitur in Heide absolvierte Matthiessen ein Studium der Veterinärmedizin an der Freien Universität Berlin und war anschließend von 1981 bis 1996 als Tierarzt tätig. Von 2000 bis 2005 war er Geschäftsführer der Fördergesellschaft Windenergie e.V.
Detlef Matthiessen ist verheiratet und hat drei Kinder.

## Partei
In den 1970er Jahren engagierte sich Matthiessen in der Anti-Atomkraft-Bewegung und gehörte 1978 zu den Mitbegründern der Alternativen Liste in Berlin (West). Der Partei Die Grünen gehört er seit ihrer Gründung 1980 an. Matthiessen war von 1984 bis 1986 Mitglied im Landesvorstand der Grünen in Schleswig-Holstein und von 1984 bis 1996 Sprecher der Landesarbeitsgemeinschaft Landwirtschaft.
Er war Vorsitzender des Grünen-Kreisverbandes Rendsburg-Eckernförde und Sprecher der Landesarbeitsgemeinschaft Energiepolitik der Grünen in Schleswig-Holstein. Beide Ämter hat er nicht mehr inne.

## Abgeordneter
Matthiessen gehörte von 1979 bis 1982 der Bezirksverordnetenversammlung von Berlin-Wilmersdorf und von 1991 bis 1996 sowie 2002 der Gemeindevertretung von Osterby (Kreis Rendsburg-Eckernförde) an.
Von 1996 bis 2000 war Matthiessen erstmals Mitglied des Schleswig-Holsteinischen Landtags. Am 10. Oktober 2002 rückte er für den ausgeschiedenen Abgeordneten Rainder Steenblock in den Landtag nach und gehörte ihm bis 2005 an. Am 19. Juni 2006 wurde er als Nachrücker für den ausgeschiedenen Abgeordneten Klaus Müller erneut Mitglied des Landtages und war dies auch in der 17. Wahlperiode (ab dem 27. Oktober 2009). Auch im 18. Landtag war er ab dem 12. Juni 2012 vertreten, diesmal als Nachrücker für Robert Habeck.
Detlef Matthiessen ist stets über die Landesliste in den Landtag eingezogen.